# فرجاتي
فرجاتي هي بلدية في مقاطعة فاريزي في منطقة لومباردي الإيطالية ، و تقع حوالي 45 كم شمال غرب ميلانو وحوالي 15 كم من جنوب غرب فاريزي . و اعتبارًا من 31 ديسمبر 2018 كان عدد سكانها 8،716 

## الاشخاص
- جورجيو لوكاتيللي ، رئيس الطهاة والمغتربين في إنجلترا. يشتهر هو وأندرو جراهام ديكسون بمسلسلهما التلفزيوني Sicily Unpacked و Italy Unpacked . [4]
- إنريكو باج ، كاتب وفنان إيطالي. انتقل في أواخر الخمسينيات من القرن الماضي في فيرجيات وتوفي هناك في عام 2003. كما يوجد بالمدينة ساحة مخصصة له. [5]

## روابط خارجية
- الموقع الرسمي نسخة محفوظة 21 يناير 2021 على موقع واي باك مشين.